# Mandeh
Mandeh is een bestuurslaag in het regentschap Zuid-Pesisir van de provincie West-Sumatra, Indonesië. Mandeh telt 1292 inwoners (volkstelling 2010).